# Jardí de la Nimfa
El jardí de Ninfa o jardí de la Nimfa és un jardí paisatgístic situat a uns 40 km al sud-est de Roma, al municipi de Cisterna di Latina, a la província de Latina. El parc té una superfície de 105 hectàrees, i és un monument natural italià.
El jardí paisatgístic del parc consta de 8 hectàrees i conté ruïnes medievals, diversos roures, xiprers i pollancres, prats herbats, una àmplia gamma de plantes exòtiques de diverses parts del món, nombrosos cursos d'aigua i una gran varietat de roses salvatges, creixent sobre els murs de pedra de les ruïnes. El lloc està dirigit per la fundació italiana Fondazione Roffredo Caetani. Està obert al públic d'abril a novembre. Ninfa ha estat descrita com "el jardí més romàntic del món".